# Waadhoeke
Waadhoeke è una municipalità dei Paesi Bassi di circa 47 000 abitanti situata nella provincia della Frisia. È stata istituita il 1º gennaio 2018 dall'unione dei precedenti comuni di Franekeradeel, Het Bildt, Menameradiel e parte del territorio di Littenseradiel.